# David Bassa i Cabanas

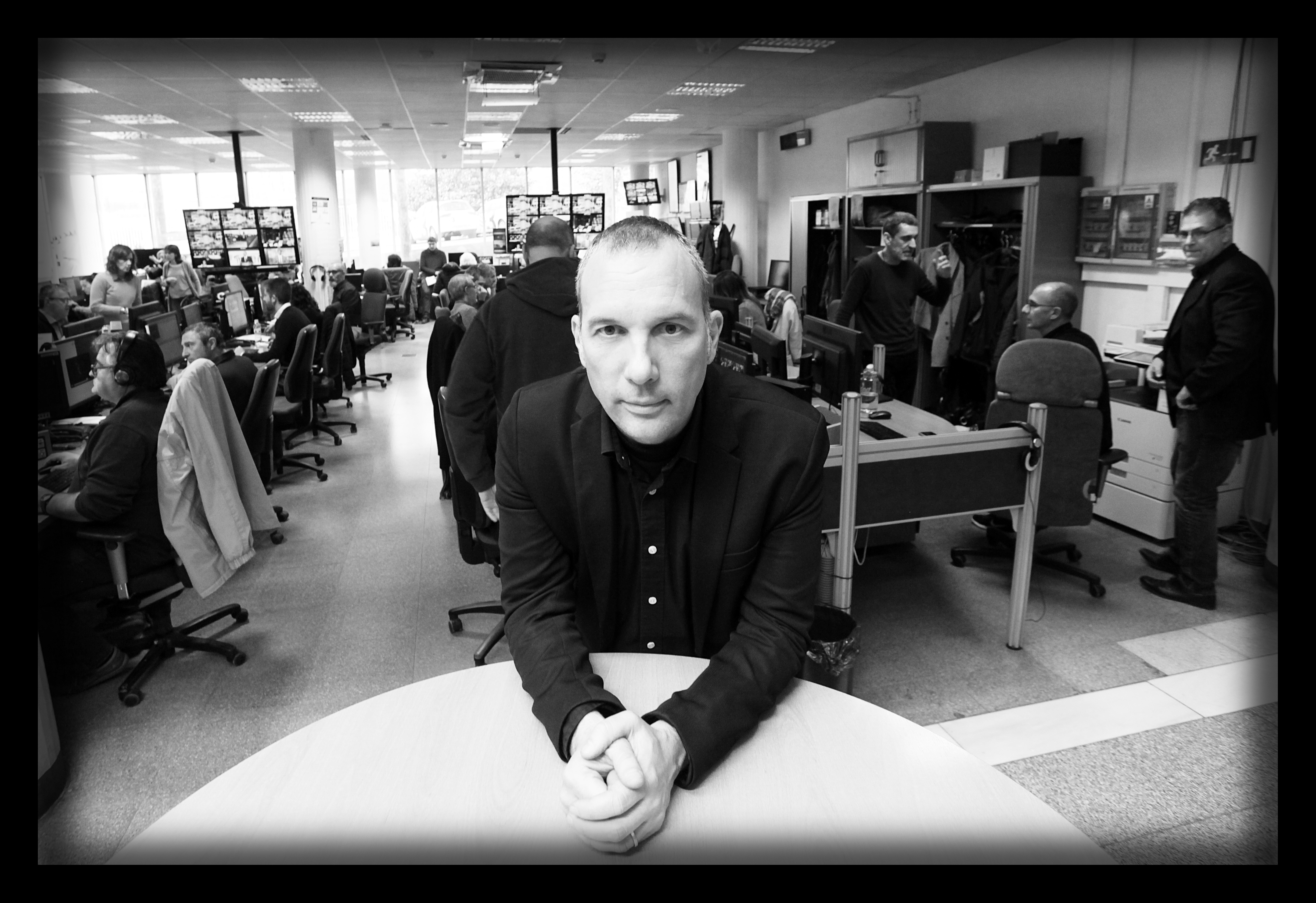
David Bassa a la redacció de TV3.

David Bassa i Cabanas (Granollers, 1971) és un periodista i escriptor català, director d'informatius de Televisió de Catalunya des del 2016. Va ser president del Grup de Periodistes Ramon Barnils des de 2011 a 2016.

## Biografia

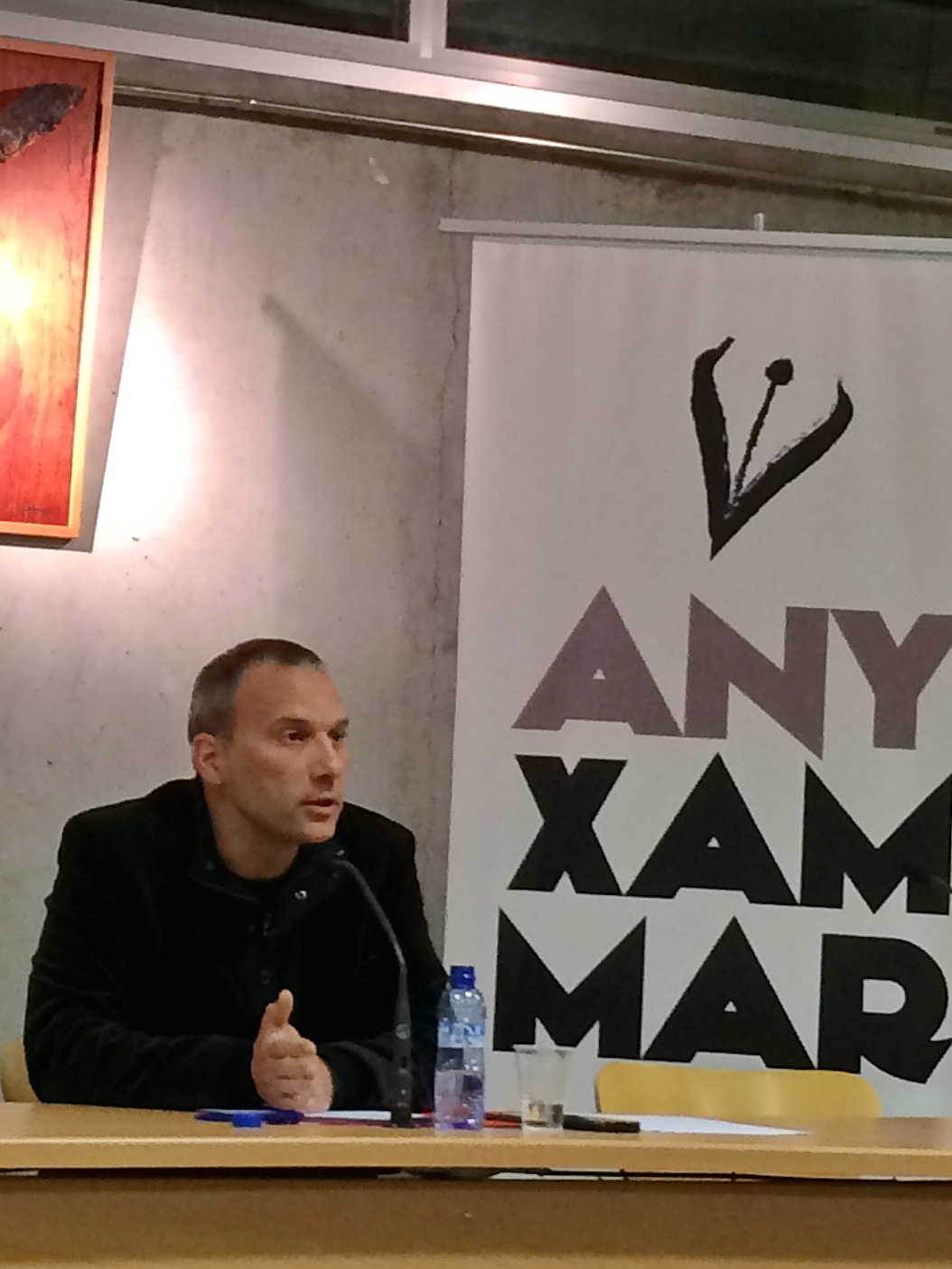
Conferència sobre Eugeni Xammar a l'Ametlla del Vallès (2014).

Nascut l'any 1971 a Granollers (Vallès Oriental), es llicencià en Periodisme per la Universitat Autònoma de Barcelona. Com a redactor d'Informatius de Televisió de Catalunya ha estat el responsable de la informació política dels programes La nit al dia, Hora Q i Àgora. També ha estat reporter del programa Catalunya Avui, de Televisió Espanyola. Va fer la informació política d'El matí de Catalunya Ràdio, dirigit per Mònica Terribas.
Com a periodista ha escrit diversos llibres d'assaig. El seu llibre Terra Lliure, punt final (Ara Llibres, 2007), basat en el documental del mateix títol que, dirigit pel mateix Bassa, va batre el rècord d'audiència del programa El documental de TVC. Anteriorment, havia publicat Memòria de l'infern (Edicions 62, 2002), que el 2005 es va convertir en documental, també dirigit per ell mateix i emès per TVC, Quan els malsons esdevenen realitat (Edicions El Jonc, 1999), L'independentisme català, 1979-1994 (Llibres de l'Índex, 1995), L'independentisme armat a la Catalunya recent (Rourich, 1997), guardonat amb el Premi Josep Maurí i Serra d'assaig, i L'Operació Garzón. Un balanç de Barcelona'92 (Llibres de l'Índex, 1997).
També ha participat en diversos llibres col·lectius d'assaig històric i polític, com Ponències (Editorial Granollers, 2009) o Esquerra a la cruïlla (Editorial Malhivern, 2011), així com en diferents congressos i seminaris d'assaig històric.
Bassa va presidir el Grup de Periodistes Ramon Barnils des del 29 de juny de 2011 fins al 2 de març de 2016. En el seu càrrec, va participar activament en totes les edicions de l'Anuari de Silencis Mediàtics Mèdia.cat, així com en Periodistes, la col·lecció de llibres de periodisme d'investigació que el Grup Barnils edita amb Edicions Saldonar, així com en els seminaris, simposis i trobades que organitza o participa el Grup. El 2016 va ser nomenat director d'informatius de Televisió de Catalunya, motiu pel qual va dimitir com a president del Grup i el va substituir Ferran Casas.

## Obres
- L'independentisme català, 1979-1994 (Llibres de l'Índex, 1995)
- L'Operació Garzón. Un balanç de Barcelona'92 (Llibres de l'Índex, 1997)
- L'independentisme armat a la Catalunya recent (Rourich, 1997)
- Les colles de diables al Vallès Oriental (Edicions Gargot, 1998)
- Ja som escola pública! Història d'una cooperativa d'ensenyança (1999)
- Quan els malsons esdevenen realitat (Edicions El Jonc, 1999)
- Memòria de l'infern (Edicions 62, 2002)
- Totes les preguntes sobre Cristòfor Colom (Llibres de l'Índex, 2003)
- Terra Lliure, punt final (Ara Llibres, 2007)
- Esquerra a la cruïlla, amb diversos autors (Editorial Malhivern, 2011)

### Col·laboracions
- Periodisme i història: ètica, rigor versus tergiversació, ponència del I Simposi sobre la Descoberta Catalana d'Amèrica (2003)
- "L'independentisme al Vallès Oriental", ponència de l'Anuari del Centre d'Estudis de Granollers 2009
- "Terra Lliure i el naixement de l'independentisme combatiu", ponència del I Congrés d'Història de l'Independentisme Català, editat pel Centre de Lectura de Reus el 2008
- "Lluny dels silencis", pròleg de Et presento el jutge Garzón, de Sònia Bagudanch (2013)
- "Els noms i cognoms del Castor", pròleg de Castor: la bombolla sísmica, de Jordi Marsal (2014)[8]
- "Just i necessari", pròleg de Vint i Ramon Barnils, de Laia Altarriba (2013)
- "Llum al final del túnel", pròleg de l'Anuari Mèdia.cat 2011
- "Aprenent a gestionar els silencis", pròleg de l'Anuari Mèdia.cat 2012
- "L'hora de les respostes", pròleg de l'Anuari Mèdia.cat 2013
- "Vint-i-cinc anys de llum", pròleg de Ribollers, instants de Granollers i la seva gent, de Jordi Ribó (2013)
- "Diguem les coses pel seu nom!", pròleg d'"Els senyors del boom", de Gemma Garcia (2014)
- "No ho estem fent gens bé", pròleg de l'informe "Mites i estereotips sobre salut mental" (2014)
- "Quan la informació s'acosta perillosament al prejudici", pròleg de l'informe "Salut mental i violència" (2015)